# Discografia degli Axel Rudi Pell

## Album studio
- 1989 - Wild Obsession
- 1991 - Nasty Reputation
- 1992 - Eternal Prisoner
- 1994 - Between the Walls
- 1996 - Black Moon Pyramid
- 1997 - Magic
- 1998 - Oceans of Time
- 2000 - The Masquerade Ball
- 2002 - Shadow Zone (#22 Germania)
- 2004 - Kings and Queens (#40 Germania, #75 Svezia)
- 2006 - Mystica (#27 Germania, #56 Svezia)
- 2007 - Diamonds Unlocked (Cover album)
- 2008 - Tales of the Crown
- 2010 - The Crest (#22 Germania, #45 Svezia, #38 Svizzera, #73 Finlandia)
- 2012 - Circle of the Oath
- 2014 - Into the Storm
- 2016 - Game Of Sins
- 2018 - Knights Call
- 2020 - Sign of the times
- 2021 - Diamonds Unlocked II (Cover Album)
- 2022 - Lost XXIII

## Raccolte
- 1993 - The Ballads
- 1999 - The Ballads II
- 2000 - The Wizard's Chosen Few
- 2004 - The Ballads III
- 2009 - The Best of Axel Rudi Pell: Anniversary Edition
- 2011 - The Ballads IV
- 2017 - The Ballad V
- 2023 - The Ballad VI

## Live
- 1995 - Made in Germany
- 2002 - Knights Live

## Singoli
- 1990 - Broken Heart
- 1992 - Cry of the Gypsy
- 1993 - Forever Young
- 2011 - Hallelujah

## Videografia

### DVD
- 2002 - Knight Treasures (Live and More)
- 2008 - Live Over Europe
- 2010 - One Night Live

### Video musicali
- 1992 - Cry of the Gypsy
- 2011 - Hallelujah